# Xã Limestone, Quận Lincoln, Minnesota
Xã Limestone (tiếng Anh: Limestone Township) là một xã thuộc quận Lincoln, tiểu bang Minnesota, Hoa Kỳ. Năm 2010, dân số của xã này là 136 người.